# Города Катара
Города Катара ― населённые пункты городского типа, существующие в государстве Катар.
Самый крупный город ― столица Доха.

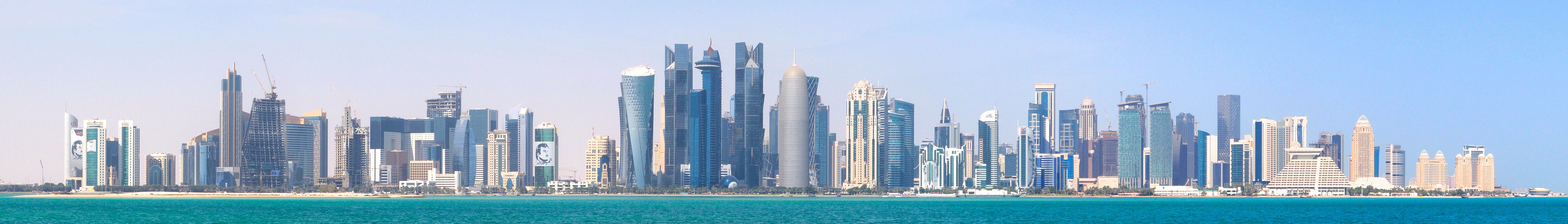
Линия горизонта Дохи.

Доля городского населения Катара ― 96 %. Около 90 % городского населения сосредоточено в столице и её пригородах.
Большинство городов расположено на берегу Персидского залива, остальные ― в пустынной местности.

## Список
- Абу-Залуф
- Доха
- Духан
- Лусаил
- Умм-Саид
- Умм-Салаль
- Эд-Дайиан
- Эль-Вакра
- Эль-Хаур
- Эр-Райян
- Эр-Рувайс
- Эш-Шамаль
- Эш-Шахания